# Karl Kühns (Zahnmediziner)

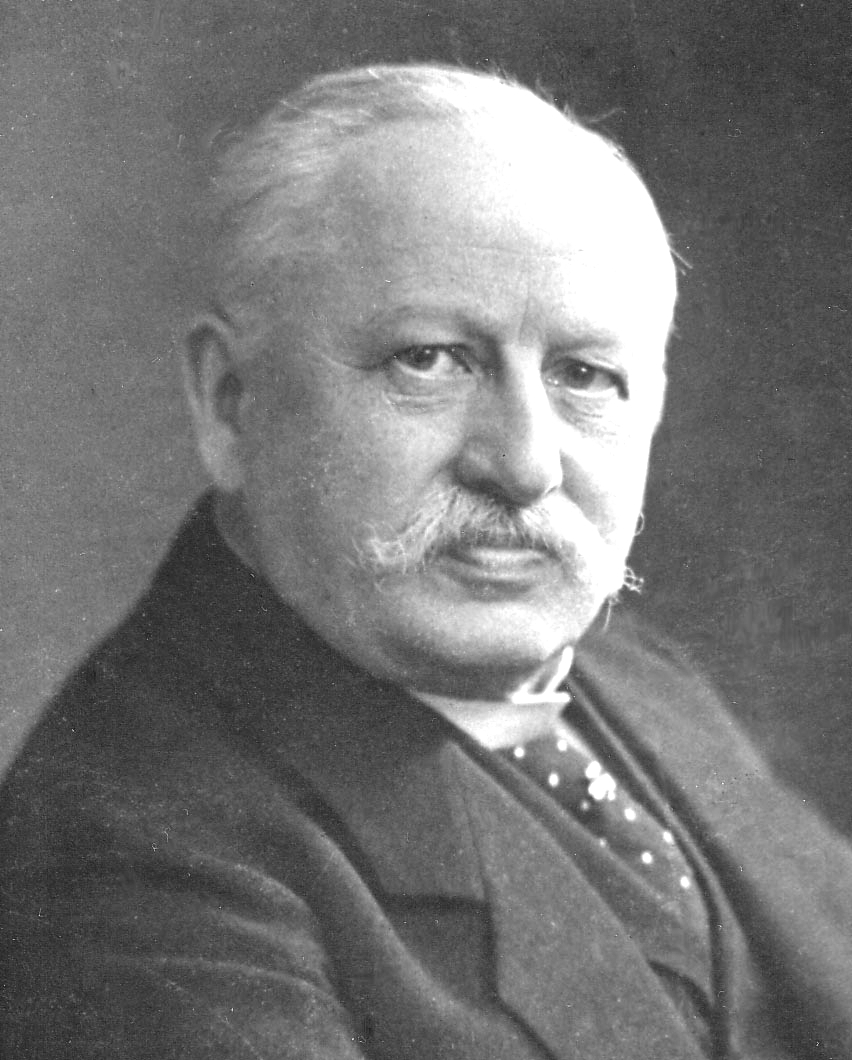
Carl Heinrich Diederich Kühns um 1905

Karl Heinrich Diederich Kühns (auch: Carl Heinrich Diederich Kühns, * 25. September 1850 in Lüneburg; † 22. April 1918 in Hannover) war ein deutscher Zahnarzt, Mäzen und Freimaurer sowie Pionier beim Aufbau einer systematischen Zahnpflege für Schulkinder.

## Leben
Geboren in Lüneburg zur Zeit des Königreichs Hannover. 1866 Beginn der Ausbildung zum Apotheker in Lüneburg und Dresden. 1873 Studium der Zahnheilkunde an der Friedrich-Wilhelm-Universität, Berlin mit Staatsexamen und Niederlassung als Zahnarzt in Hannover im Jahr 1875. 1883 Mitbegründer des "Zahnärztlichen Vereins für Niedersachsen" und 1887 – 1908 dessen Vorsitzender. Carl Kühns eröffnete während der Gründerjahre des Deutschen Kaiserreichs in Hannover 1888 „[...] die erste private zahnärtzliche Poliklinik Deutschlands“. Die von Kühns gegründete Klinik „[...] stand allen Armen offen“, vor allem Kindern, aber auch mittellosen Erwachsenen.
Kühns war einer jener Zahnärzte in Deutschland, die mittels Reihenuntersuchungen an Kindern sowohl die ersten Initiativen wie auch die Fortentwicklung einer systematischen Zahnpflege für Schulkinder vorantrieben.
1895 verfasste Carl Kühns an der Universität Erlangen eine philosophische Dissertation. Im Folgejahr wurde Kühns am 5. März 1896 in Hannover in die Freimaurerloge Zum Schwarzen Bär aufgenommen.

## Ehrungen
- Die Kühnsstraße im hannoverschen Stadtteil Kirchrode wurde nach dem Mäzen benannt.[1]

## Schriften
- Die Erhaltung der Zähne und die Pflege des Mundes. Helwing, Hannover 1876.
- Untersuchungen über die chem. Zusammensetzung der harten Zahnsubstanzen des Menschen in verschiedenen Altersstufen. In: Deutsche Monatsschrift für Zahnheilkunde. 1895, S. 362–377, 450–465.
- Die menschlichen Zähne. Eine hygienische Plauderei. In: Hannoverscher Volks-Kalender. 37. Jahrgang (1906), S. 55–58.